# (1222) Tina
(1222) Tina – planetoida z pasa głównego asteroid okrążająca Słońce w ciągu 4 lat i 246 dni w średniej odległości 2,79 au. Została odkryta 11 czerwca 1932 w Observatoire Royal de Belgique w Uccle przez Eugène’a Delporte. Nazwa planetoidy pochodzi od imienia astronom amator, przyjaciółki odkrywcy. Przed nadaniem nazwy planetoida nosiła oznaczenie tymczasowe (1222) 1932 LA.